# Vittorio Sodano
Vittorio Sodano (Nápoles, 1 de setembro de 1974) é um maquiador italiano. Como reconhecimento, foi nomeado ao Oscar 2010 na categoria de Melhor Maquiagem por Il divo.